# 五木寛之の百寺巡礼
『五木寛之の百寺巡礼』（いつきひろゆきのひゃくじじゅんれい）は五木寛之による紀行番組及び紀行集。
作家・エッセイストの五木寛之が、全国各地の寺院を回り、日本人の原風景・原点とは何かを見つめ直すテレビ朝日のテレビ番組。この放送で訪れた寺院をまとめた書籍が講談社から発行されている。これとは別に海外の寺院を訪ねた「海外版 百寺巡礼」が講談社から出版されている。

## テレビ番組
2003年からテレビ朝日及びBS朝日で放送された紀行番組。テレビ朝日では2003年4月12日から2005年4月2日まで毎週土曜日10:20～10:45に放送した。その後2016年10月13日からBS朝日にてレギュラー番組として新作が放送されている。
系列外局では、北日本放送（日本テレビ系列）が2005年3月時点で金曜 10:30 - 11:00にて放送されていた。

### テーマソング
- 『もし翼があったなら』（歌：桑名正博）[2]
  - 作詞：五木寛之、作曲：羽毛田丈史、編曲：坂本洋

エンディングテーマ
- 『星の旅びと』（歌：石川さゆり）[3]
  - 作詞：五木寛之、作曲：幸耕平、編曲：竜崎孝路

## 書籍

### 文庫版
- 百寺巡礼 第一巻 奈良（2008年、講談社文庫）
- 百寺巡礼 第二巻 北陸（2008年、講談社文庫）
- 百寺巡礼 第三巻 京都1（2008年、講談社文庫）
- 百寺巡礼 第四巻 滋賀・東海（2008年、講談社文庫）
- 百寺巡礼 第五巻 関東・信州（2009年、講談社文庫）
- 百寺巡礼 第六巻 関西（2009年、講談社文庫）
- 百寺巡礼 第七巻 東北（2009年、講談社文庫）
- 百寺巡礼 第八巻 山陰・山陽（2009年、講談社文庫）
- 百寺巡礼 第九巻 京都2（2009年、講談社文庫）
- 百寺巡礼 第十巻 四国・九州（2009年、講談社文庫）

### 海外版（文庫版）
- 海外版 百寺巡礼 インド1（2011年、講談社文庫）
- 海外版 百寺巡礼 インド2（2011年、講談社文庫）
- 海外版 百寺巡礼 中国（2011年、講談社文庫）
- 海外版 百寺巡礼 朝鮮半島（2011年、講談社文庫）
- 海外版 百寺巡礼 ブータン（2011年、講談社文庫）
- 海外版 百寺巡礼 日本・アメリカ（2011年、講談社文庫）